# Фамилија Росалес, Ехидо Ислас Аграријас Б (Мексикали)
Фамилија Росалес, Ехидо Ислас Аграријас Б (шп. Familia Rosales, Ejido Islas Agrarias B) насеље је у Мексику у савезној држави Доња Калифорнија у општини Мексикали. Насеље се налази на надморској висини од 13 м.

## Становништво
Према подацима из 2005. године у насељу је живело 6 становника.

### Хронологија
| Година       | 2000 | 2005 |
| ------------ | ---- | ---- |
| Становништво | 6    | 6    |

### Попис
| # | Индикатор                        | Вредност |
| - | -------------------------------- | -------- |
| 1 | Укупно појединачних домаћинстава | 1        |